# بردکرامب

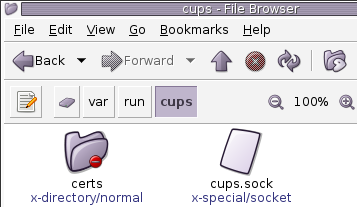
بردکرامب در نرم‌افزار مدیریت پرونده ناتیلوس

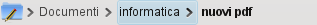
بردکرامب در سامانه مدیریت پرونده دلفین

بردکرامب (به انگلیسی: Breadcrumb) یک راهنمای ناوبری در واسطه‌های کاربری است و به کاربران کمک می‌کند تا مکان فعلی خود را در برنامه‌ها، اسناد و وب‌سایت‌ها پیگیری کنند. نام بردکرامب از داستان هانسل و گرتل گرفته شده است.

## کاربرد

### وب‌سایت‌ها
بردکرامب‌ها معمولاً به صورت افقی در بالای صفحات وب زیر عنوان و هدر سایت قرار می‌گیرند. بردکرامب در سایت‌ها دنباله‌ای از پیوندها را از نقطه ورود و صفحات قبلی کاربر تا صفحه فعلی را ارائه می‌دهند. علامت بزرگتر (>) برای جدا کردن سلسله مراتب‌های بردکرامب استفاده می‌شود، همچنین طراحان ممکن است از گلیف‌ها (مانند» یا ›) و اشکال گرافیکی هم استفاده کنند.
بردکرامب‌ها معمولاً به صورت زیر هستند:
صفحه اصلی> صفحه بخش> صفحه زیرمجموعه
یا
صفحه اصلی: صفحه بخش: صفحه زیرمجموعه
یا
صفحه اصلی: بخش یک: بخش دو

### نرم‌افزارها
بسیاری از نرم‌افزارهای مدیریت پرونده از جمله ویندوز اکسپلورر در ویندوز، فایندر در مک، ناتیلوس، دلفین، تیونار و … از بردکرامب پشتیبانی می‌کنند.

## انواع بردکرامب
دو نوع بردکرامب در وب وجود دارد:
- موقعیت: بردکرامب‌های موقعیت ثابت هستند و موقعیت صفحه در ساختار درختی وب‌سایت را نمایش می‌دهند. این نوع بردکرامب در سایت‌هایی که سطوح زیادی از محتوا و لایه‌های راهبری دارند بسیار کاربرد دارد و کاربر به راحتی با استفاده از آن‌ها تنها با یک کلیک می‌تواند به صفحه‌های قبلی و سطوح بالاتر سایت بازگردد.
- خصوصیت: بردکرامب‌های خصوصیت در مورد نحوه دسته‌بندی صفحه فعلی اطلاعاتی ارائه می‌دهند. این بردکرامب‌ها مکان شما را در سایت نشان نمی‌دهند در واقع به صورت فیلتر عمل می‌کنند و ثابت نیستند بلکه برحسب انتخاب کاربر پیوسته تغییر می‌کنند. این نوع بردکرامب‌ها در سایت‌های تجارت الکترونیک (سایت‌های فروشگاهی) بیشترین کاربرد را دارند که کاربر را قادر می‌سازند تا با استفاده از فیلترهای مشخص محصول مورد نظر خود را بیابد.

## کاربردپذیری
برای سایت‌های بزرگ که یک دسته‌بندی جوابگوی آن‌ها نیست بهتر است از بردکرامب موقعیت استفاده نشود و به جای آن از تگ‌ها استفاده کنیم.

## نام‌های دیگر
نام‌های دیگری نیز برای بردکرامب استفاده می‌شود. بعضی از برنامه‌نویسان از واژه کوکی کرامب برای توصیف طراحی ناوبری استفاده می‌کنند (با کوکی اچ‌تی‌تی‌پی اشتباه نشود). جامعه مجازی آموزش کالج میشیگان و همچنین کاربران دروپال هم از کلمه «مسیر ناوبری» استفاده می‌کنند.

## تأثیر بردکرامب بر سئو سایت
وجود بردکرامب در قالب سایت بر سئو تأثیر مثبت دارد.
دلایلی بر بهبود سئو توسط بردکرامب:
- کاهش نرخ پرش
- غنی سازی نتایج جستجو
- مفهومی‌تر شدن سایت برای موتورهای جستجو